# Edwin O'Connor
Pour les articles homonymes, voir O'Connor.
Œuvres principales
L’Instant de vérité
Edwin O'Connor, né le 29 juillet 1918 à Providence dans le Rhode Island et mort le 23 mars 1968  à Boston, est un journaliste, animateur de radio et écrivain américain.

## Biographie
Il obtient le prix Pulitzer en 1962 pour L’Instant de vérité (The Edge of Sadness).

## Œuvres traduites en français
- La Dernière Fanfare [« The Last Hurrah »], trad. de Jeanne Collin-Lemercier, Paris, Éditions Gallimard, 1957, 444 p. (BNF 41671207)
- L’Instant de vérité [« The Edge of Sadness »], trad. de Christiane Fabien, Paris, Presses de la Cité, 1962, 315 p. (BNF 33120228)
- Sortie des artistes [« I was dancing »], trad. de Jean-René Major, Paris, la Table ronde, 1964, 221 p. (BNF 33120229)